# Krassiatytchi
Krassiatytchi (ukrainien : Красятичі, russe : Красятичи) est une commune urbaine de l'oblast de Kiev, en Ukraine. Elle compte 645 habitants en 2021.